# Centralizem
Centralízem je državna ureditev, pri kateri je celotna država enotno vodena iz enega centra, ne glede na razlike posameznih pokrajin.